# جائحة فيروس كورونا في ولاية كيرلا 2020
فيروس كورونا يجتاح ولاية كيرلا 2020
تم تأكيد جائحة فيروس كورونا 2019-2020 لأول مرة في الهند في 30 يناير 2020 ، في ولاية كيرالا . حتى 30 مارس 2020 ، كان هناك 234 حالة إصابة مؤكدة بالفيروس وأكثر من 1,57،000 شخص تحت المراقبة في الولاية. تم الإبلاغ عن الحالات من المسافرين القادمين من الصين وإيطاليا وجهات الاتصال الخاصة بهم. تتخذ الحكومة العديد من الاحتياطات للسيطرة على المرض من الانتشار. تم تأجيل الاختبارات، بما في ذلك الامتحانات النهائية لمجلس المدرسة، وستبقى جميع المؤسسات التعليمية مغلقة حتى يتم القضاء على المرض. أعلنت الحكومة إغلاقها الكامل للدولة من 23 مارس حتى 31 مارس. لن تعمل وسائل النقل العام خلال هذه الفترة، والتجمعات العامة مقيدة. كما تم الإعلان عن حزمة تحفيز بقيمة 20000 كرور روبية (2.5 مليار يورو). في 28 مارس، أصبح رجل يبلغ من العمر 69 عامًا من ماتانشيري ، إرناكولام الذي كان لديه تاريخ سفر إلى الشرق الأوسط ، أول شخص يموت من كوفيد 19 في ولاية كيرالا .

## خلفية
في 12 يناير 2020، أكدت منظمة الصحة العالمية عن ظهور فيروس كورونا المستجد كسبب للمرض التنفسي الذي أصاب مجموعة من الأشخاص في مدينة ووهان، مقاطعة خوبي، الصين، إذ أُبلغ عنهم إلى منظمة الصحة العالمية في 31 ديسمبر 2019. كانت نسبة الوفيات بين الحالات المُشخصة بكوفيد-19 أقل بكثير من جائحة فيروس سارس في عام 2003، لكن انتقال العدوى كان أكبر، والوفيات أيضًا.

## الإجراءات الحكومية
أعلنت حكومة ولاية كيرالا حالة تأهب قصوى في الفترة من 4 إلى 8 فبراير وبداية 8 مارس 2020 بسبب الإبلاغ عن حالات فيروس كورونا من الولاية. تم إنشاء عنابر عزل تحتوي على 40 سريرًا في 21 مستشفى رئيسيًا في الولاية وتم تنشيط خط مساعدة في كل منطقة. حتى 9 مارس، كان أكثر من 4000 شخص تحت الحجر الصحي في المنزل أو المستشفى في ولاية كيرالا. حتى 4 مارس، تم نشر 215 عاملاً في مجال الرعاية الصحية في جميع أنحاء ولاية كيرالا، وتم إجراء 3,646 خدمة استشارية عن بعد لتوفير الدعم النفسي والاجتماعي لعائلات أولئك المشتبه في إصابتهم. على الرغم من خطر الإصابة بفيروس كورونا، قررت حكومة ولاية كيرالا المضي قدمًا في اتوكال بونجالا، وهو تجمع ديني كبير سنوي لجميع النساء في ثيروفانانثابورام . كما حثت الحكومة الأفراد على الامتناع عن بونجالا ، واتخاذ الاحتياطات ضد انتقال الأمراض، وإذا أمكن، عرض بونجالا في منازلهم. بدأت حكومة ولاية كيرالا قناة يوتيوب لإطلاع الجمهور على حالة انتشار فيروس كورونا في ولاية كيرالا واتخاذ الاحتياطات اللازمة. هناك ثلاثة مراكز لاختبار الإصابة بفيروس كورونا في كيرالا: الوحدة الوطنية للمعهد الميداني للفيروسات، كلية الطب ثيروفانانثابورام، كلية كاليكوت الطبية.
في 10 مارس، رتبت حكومة ولاية كيرالا أجنحة عزل خاصة في السجون في جميع أنحاء الولاية. في 10 مارس، أغلقت حكومة ولاية كيرالا جميع الكليات والمدارس حتى الصف السابع. كما حثت الحكومة الناس على عدم القيام بالحج وحضور التجمعات الكبيرة مثل حفلات الزفاف وعروض السينما.
أيضًا، أطلقت الحكومة تطبيقًا للجوّال يسمى GoK Direct للمستخدمين للحصول على المعلومات والتحديثات المتعلقة بمرض كوفيد19 (الفيروس التاجي). وهي مبادرة من مهمة بدء التشغيل في كيرلا وإدارة المعلومات والعلاقات العامة. يمكن للتطبيق أيضًا إرسال تنبيهات الرسائل النصية إلى الهواتف الأساسية (بدون الإنترنت).
في 15 مارس، أطلقت حكومة ولاية كيرالا مبادرة جديدة «كسر السلسلة». تهدف الحملة إلى تثقيف الناس حول أهمية النظافة العامة والشخصية. في إطار هذه الحملة، قامت الحكومة التي تديرها بيناراي فيجين بتركيب صنابير المياه في الأماكن العامة مثل بوابات الدخول والخروج لمحطات السكك الحديدية بزجاجات غسيل اليد.
في 19 مارس، أعلن رئيس الوزراء بينارايي فيجايان عن حزمة تحفيز بقيمة 20000 كرور روبية ( 2.5 مليار يورو ؛ 2.6 مليار دولار ) لمساعدة الدولة على التغلب على وباء كوفيد 19 والصعوبات الاقتصادية الناجمة عن ذلك. يتضمن هذا روبية. 500 كرور للرعاية الصحية، و 2000 كرور روبية للقروض وحصص الإعاشة المجانية، و 2000 كرور روبية لخلق وظائف في المناطق الريفية، و 1000 كرور روبية للعائلات التي تعاني من صعوبات مالية، و 1,320 كرور روبية لدفع المعاشات التقاعدية شهرين مقدمًا. كما أمرت الحكومة بإغلاق صالونات ومراكز التدريب. وذلك لمنع انتشار الفيروس عن طريق الاتصال المباشر.
في 22 مارس، حذر وزير الصحة في ولاية كيرالا، ك ك شايلاجا بشدة الناس باتباع أوامر من وزارة الصحة في ولاية كيرالا .
في 23 مارس، أعلن رئيس الوزراء بيناراي فيجايان عن إغلاق على مستوى الولاية حتى 31 مارس لمنع المزيد من انتشار فيروس كورونا . يتم تطبيقه بشكل صارم في كاسارجود المتاجر الضرورية مثل محلات البقالة ليتم فتحها حتى الساعة 11 صباحًا حتى الساعة 5 مساءً. وفي مناطق أخرى، تم فتح المتاجر الضرورية من الساعة 7 صباحًا حتى 5 مساءً باستثناء المتاجر الطبية. تم إغلاق وسائل النقل العام. لم يكن هناك قيود على المركبات الخاصة، ولكن لم يُسمح بالسفر من منطقة إلى أخرى إلا مع فحص شامل.

## الحجر الصحي
ولاية كيرالا هي الولاية الوحيدة في الهند التي تفرض 28 يومًا من الحجر الصحي المنزلي لأولئك العائدين من البلدان المتأثرة بفيروس كورونا، في حين أن المبادئ التوجيهية الوطنية للهند هي 14 يومًا. يُنصح الأشخاص الذين يُنصحون بالحجر الصحي في المنزل بالبقاء في منازلهم خلال فترة 28 يومًا، وإبلاغ سلطات الرعاية الصحية إذا ظهرت عليهم أعراض عدوى فيروس كورونا.

## المعلومات الخاطئة ونظريات المؤامرة فيما يتعلق بفيروس كورونا
بعد تقارير عن الإصابة بفيروس كورونا في ولاية كيرالا، بدأت الأخبار المزيفة المتعلقة بالوقاية والانتقال والعلاج من الإصابة بفيروس كورونا تنتشر على الإنترنت، خاصة على منصة التواصل الاجتماعي «واتس اب».
1. تطالب إحدى الرسائل المزيفة التي تدعي أنها استشارية من اليونيسف الناس بتجنب الآيس كريم وتضمن عدم انتشار الفيروس التاجي في درجات حرارة تزيد عن 27 درجة.[28]
2. نشر T.Pسانكومر على وسائل التواصل الاجتماعي أن الفيروس لا يمكن أن يعيش في الظروف الحارة والرطبة في ولاية كيرالا لأن درجة الحرارة هناك تزيد عن 27 درجة.[29] توصي أخبار أخرى مزيفة بتناول فيتامين C وشرب رشفات متكررة من الماء كإجراء وقائي لعدوى فيروس كورونا.
3. خذ نفسًا عميقًا واحبس أنفاسك لأكثر من 10 ثوانٍ. إذا قمت بإكماله بنجاح دون سعال، وبدون انزعاج، أو تصلب، أو ضيق، وما إلى ذلك، فإنه يثبت عدم وجود تليف (يسبب COVID-19) في الرئتين، ويشير بشكل أساسي إلى عدم وجود عدوى.[30]
4. الاهتزازات الناتجة عن التصفيق معًا خلال حظر التجول في جاناتا ستقتل الفيروس تم فضحها من قبل وسائل الإعلام.[31] تقول إحدى الرسائل الفيروسية أن عمر فيروس كورونا هو 12 ساعة فقط والبقاء في المنزل لمدة 14 ساعة أثناء حظر التجول في جاناتا يكسر سلسلة الانتقال. وزعمت رسالة أخرى أن مراقبة حظر التجول في جاناتا ستؤدي إلى تقليل حالات الإصابة بالفيروس التاجي بنسبة 40٪.[32]

## خسائر اقتصادية
قطاع السياحة يعتبر مساهم رئيسي في اقتصاد الدولة. بعد تأكيد فيروس كورونا في ولاية كيرالا، كانت هناك موجات من إلغاء حجوزات الفنادق والرحلات السياحية. مبيعات الخمور في ولاية كيرالا هي تعهد من القطاع العام، من خلاله تكسب الحكومة عائدات كبيرة. ومع ذلك، بعد تفشي المرض، انخفضت المبيعات، مما أثر على الاقتصاد مباشرة. يعتمد اقتصاد الدولة إلى حد كبير على التحويلات بالهنود غير المقيمين ومن المتوقع أن يكون للتباطؤ الاقتصادي لدول الخليج المتضررة تأثير مباشر. أبلغ شركة النقل البري بولاية كيرلا، نظام النقل العام المملوك للدولة في ولاية كيرالا عن خسائر بقيمة العشرات بسبب انخفاض عدد المسافرين. كما أدت ممارسة الإبعاد الاجتماعي إلى خفض أعداد أولئك الذين يخرجون في عطلات نهاية الأسبوع أو يقومون بالتسوق، مما يؤثر على التجار والبائعين المحليين.